# Ultreia
Ultreia o ultreya (del latín ultra - allá- y eia -interjección para mover-) es un saludo entre peregrinos del Camino de Santiago. También sirve para animarse unos a otros en sus jornadas a pie (o en caballo o bicicleta) por los Caminos a Santiago. Viene a significar "Vamos más allá", "Vaya adelante", "Date prisa, sigue adelante"  o mejor "allá vamos" (hacia Santiago de Compostela). 
Este saludo jacobeo se tomó del Codex Calixtinus. Aparece en la parte musical del apéndice II, dentro del "Dum pater familias" [Mientras el padre de familia, o, Cuando aquel buen Padre], conocido como "Canción de los peregrinos flamencos" o "Canto de Ultreya", himno o canto de los peregrinos a Santiago. En él aparece la estrofa:

Herru Santiagu,
Got Santiagu,
E ultreia, e suseia,
Deus adiuva nos.
¡Oh Señor Santiago!
¡Buen Señor Santiago!
¡Eultreya! ¡Euseya!
¡Protégenos, Dios!

El término también aparece en la parte musical del apéndice I, dentro del himno "Ad honorem regis summi" [En honor del Rey Supremo], en el que figura la estrofa:

Unde laudes regi regum
solvamus alacriter,
Cum quo leti mereamur
vivere perhenniter.
Fiat, amen, alleluia,
dicamus solempniter
E ultreia esus eia
decantemus iugiter.
Por eso al Rey de los reyes
loas debemos decir
para merecer felices
por siempre con El vivir.
Hágase, amén, aleluya,

-digamos, pues, a la par-,
E ultreya esus eya,
cantaremos sin cesar.

De igual modo, el término figura en el capítulo XXVI del Libro I (Libro de las Liturgias). Dicho capítulo contiene la misa del papa Calixto para recitarla el día de la pasión de Santiago (25 de julio), con sus accesorios. La palabra aparece en la estrofa:

Sarcofagum
cuius sacrum
egri petunt
salutemque capiunt;
cuncte gentes, lingue, tribus,
iluuc uunt clamantes:
suseia, ultreia.
Su sepulcro
visitando
los enfermos
con la salud se encuentran.
Todos los pueblos, lenguas, tribus
acuden a él clamando:
sus ella, ultreya.

Parece ser que antiguamente el saludo entre peregrinos era "Ultreia, suseia, Santiago" [sigue adelante, que más allá está Santiago]. Cuando un peregrino saludaba a otro diciéndole "Ultreia" ("sigue adelante") el otro respondía con "Et suseia!" ("y más allá!").